# Route du Porcien

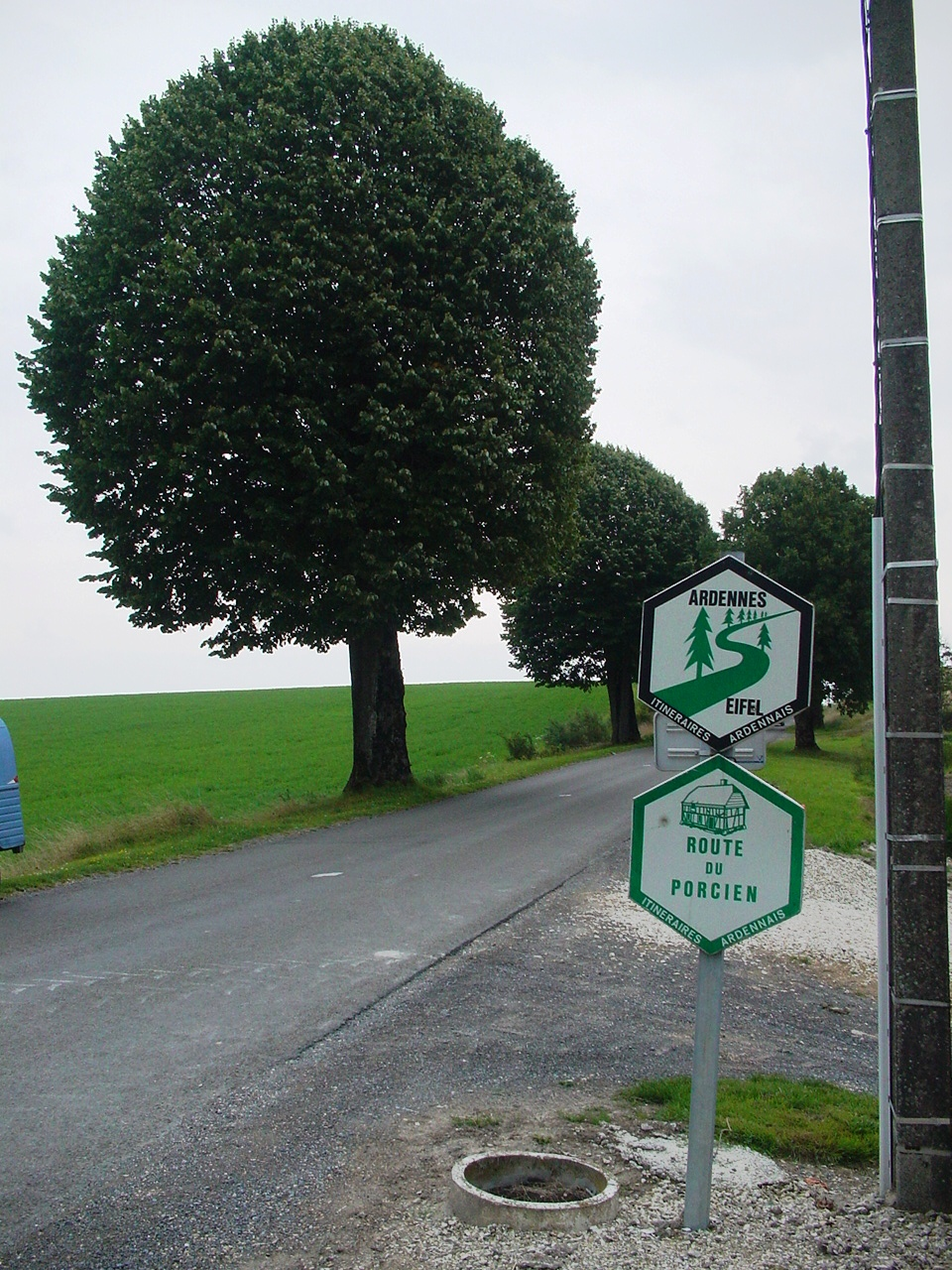
Panneau balisant la route du Porcien

La Route du Porcien est l'un des itinéraires proposés par l'office départemental du tourisme des Ardennes. Long de 110 km, il amène à découvrir les principales curiosités géographiques, culturelles, ou architecturales du sud du département des Ardennes.
L'itinéraire est entièrement balisé de panneaux hexagonaux de couleur verte.

## Itinéraire détaillé
À partir de Rethel et dans le sens horaire, le tableau ci-dessous donne les localités traversées et les repères des voies empruntées.
| Localité                | sortir par | Curiosités |
| ----------------------- | ---------- | --- |
| Rethel                  | D926       | Église Saint-Nicolas, musée du Rethelois et du Porcien |
| Barby                   | D926       | - |
| Château-Porcien         | D926       | Église du XIIe siècle |
| Condé-lès-Herpy         | D926       | - |
| Herpy-l'Arlésienne      | D926       | - |
| Gomont                  | D926       | - |
| Aire                    | D926       | Panorama |
| Asfeld                  | D37        | Église Saint-Didier d'Asfeld (église baroque) |
| Villers-devant-le-Thour | D37        | - |
| Le Thour                | D35        | - |
| La Rue de l'Allemagne   | D35        | - |
| Banogne                 | D30        | - |
| Saint-Quentin-le-Petit  | D37        | - |
| Sévigny                 | D37        | - |
| Waleppe                 | D37        | - |
| Renneville              | D337       | Église fortifiée, place d'armes |
| Fraillicourt            | D36        | Église, lavoir |
| Rubigny                 | D36        | - |
| Boudesocq               | D36        | - |
| Rocquigny               | D14        | Église fortifiée |
| Chaumont-Porcien        | D2         | Maison à colombages sur la place Ancien hôpital à colombages (actuelle Salle des Fêtes) Chapelle Saint-Berthauld (ermite du Porcien) Chapelle Sainte-Olive Granges en bois, torchis et ardoises (Grange aux Dîmes) Maisons, mairie et église en briques |
| Givron                  | D8-D14a    | Grange en bois et torchis de 1777 |
| Doumely                 | D14        | Château, église |
| Herbigny                | D11        | Église |
| Wasigny                 | D8         | Halle, église, château à La Neuville |
| Mesmont                 | D8         | Château |
| Novion-Porcien          | D3         | Musée |
| Sery                    | D10        | Église, lavoir, granges, Monts de Sery |
| Arnicourt               | D10        | Château, église |
| Sorbon                  | D10-D946   | - |

## Lieux particuliers
- Le château de Doumely
- Le château de Mesmont
- L'église Saint-Didier d'Asfeld
- Les chapelles Saint Berthauld et Olive de Chaumont-Porcien